# Lutydyny
Lutydyny (dimetylopirydyny), C7H9N – grupa heterocyklicznych (heteroaromatycznych) organicznych związków chemicznych zbudowanych z pierścienia pirydynowego z podstawionymi dwiema grupami metylowymi. Możliwych jest sześć izomerów konstytucyjnych, z których 2,6-lutydyna jest najlepiej poznana i najczęściej wykorzystywana.

2,3-lutydyna
2,4-lutydyna
2,5-lutydyna
2,6-lutydyna
3,4-lutydyna
3,5-lutydyna